# Scott Rudin
Scott Rudin (* 14. Juli 1958 in New York City) ist ein US-amerikanischer Film- und Theaterproduzent. Er ist eine der wenigen Personen, die Emmy, Grammy, Oscar und Tony Award gewonnen haben.
Aufgrund von Anschuldigungen zu Machtmissbrauch zog er sich im April 2021 vorerst aus allen Bereichen der Produktion zurück.

## Leben
Scott Rudin schaffte den Einstieg in das Filmgeschäft, während er für eine Casting-Agentur am Broadway arbeitete. Als Theaterregisseur gewann Rudin den Tony Award für seine Produktion des Musicals Passion.
Anfang der 1980er Jahre wurde Rudin Präsident der 20th Century Fox. 1987 verließ er Fox und begann mit eigenen Produktionen, wobei Sister Act und Addams Family zu Welterfolgen wurden. 2001 wurde Iris als bester britischer Film für den British Academy Film Award nominiert. 2008 wurde er für den Film No Country for Old Men mit dem Oscar in der Kategorie Bester Film ausgezeichnet. Seit dem Jahr 2012 ist Rudin eine der wenigen Personen, die den Emmy, Grammy, Oscar und Tony Award gewonnen haben. Er ist der erste Produzent, dem dies gelang.
Rudin lebt mit seinem Lebensgefährten offen homosexuell in New York City.
Gegen Scott Rudin erhoben mehrere Personen, die mit ihm zusammen gearbeitet hatten, schwere Vorwürfe. Ehemalige Mitarbeiter sowie Journalistinnen des The Hollywood Reporter und von IndieWire verglichen ihn mit Harvey Weinstein. Rudin wurde mangelnde Selbstkontrolle, Exzentrik, Skrupellosigkeit, Machtmissbrauch sowie gewalttätiges (mitunter sexistisches) Verhalten vorgeworfen. In den Jahren 2010, 2014 und 2021 wurde in The Hollywood Reporter äußerst negativ über Rudin berichtet. Auch Jon Silk schloss sich dem im Jahr 2014 in der New York Post an. Im April 2021 wurde bekannt, dass sich Rudin aufgrund der Berichte und Anschuldigungen aus allen Bereichen der Produktion zurückziehen würde.

## Filmografie (Auswahl)
- 1984: Flucht zu dritt (Mrs. Soffel)
- 1984: Jung und rücksichtslos (Reckless)
- 1990: Fremde Schatten (Pacific Heights)
- 1991: Addams Family (The Addams Family)
- 1991: Das Wunderkind Tate (Little Man Tate)
- 1991: In Sachen Henry (Regarding Henry)
- 1992: Sister Act – Eine himmlische Karriere (Sister Act)
- 1992: White Sands – Der große Deal (White Sands)
- 1993: Das Königsspiel – Ein Meister wird geboren (Searching for Bobby Fischer)
- 1993: Die Addams Family in verrückter Tradition (Addams Family Values)
- 1993: Die Firma (The Firm)
- 1993: Hilfe! Jeder ist der Größte (Life with Mikey)
- 1993: Sister Act 2 – In göttlicher Mission (Sister Act 2: Back in the Habit)
- 1994: Nobody’s Fool – Auf Dauer unwiderstehlich (Nobody’s Fool)
- 1995: Clueless – Was sonst! (Clueless)
- 1995: Sabrina
- 1996: Der Club der Teufelinnen (The First Wives Club)
- 1996: Kopfgeld – Einer wird bezahlen (Ransom)
- 1996: Marvins Töchter (Marvin’s Room)
- 1996: Mother
- 1997: In & Out
- 1998: Die Truman Show (The Truman Show)
- 1998: Zivilprozess (A Civil Action)
- 1999: Bringing Out the Dead – Nächte der Erinnerung (Bringing Out the Dead)
- 1999: Die Asche meiner Mutter (Angela’s Ashes)
- 1999: Sleepy Hollow
- 1999: South Park: Der Film – größer, länger, ungeschnitten (South Park: Bigger, Longer & Uncut)
- 2000: Die WonderBoys (Wonder Boys)
- 2000: Rules – Sekunden der Entscheidung (Rules of Engagement)
- 2000: Shaft – Noch Fragen? (Shaft)
- 2001: Die Royal Tenenbaums (The Royal Tenenbaums)
- 2001: Iris
- 2001: Zoolander
- 2002: Nix wie raus aus Orange County (Orange County)
- 2002: Spurwechsel (Changing Lanes)
- 2002: The Hours – Von Ewigkeit zu Ewigkeit (The Hours)
- 2003: Marci X – Uptown Gets Down (Marci X)
- 2003: School of Rock (The School of Rock)
- 2004: Der Manchurian Kandidat (The Manchurian Candidate)
- 2004: Die Frauen von Stepford (The Stepford Wives)
- 2004: Die Tiefseetaucher (The Life Aquatic with Steve Zissou)
- 2004: Hautnah (Closer)
- 2004: I Heart Huckabees
- 2004: The Village – Das Dorf (The Village)
- 2006: Das Gesicht der Wahrheit (Freedomland)
- 2006: Tagebuch eines Skandals (Notes on a Scandal)
- 2006: Zum Ausziehen verführt (Failure to Launch)
- 2007: No Country for Old Men
- 2007: Darjeeling Limited (The Darjeeling Limited)
- 2007: Margot und die Hochzeit (Margot at the Wedding)
- 2008: Die Schwester der Königin (The Other Boleyn Girl)
- 2008: Stop-Loss
- 2008: Glaubensfrage (Doubt)
- 2008: Der Vorleser (The Reader)
- 2008: Zeiten des Aufruhrs (Revolutionary Road)
- 2009: Der fantastische Mr. Fox (Fantastic Mr. Fox)
- 2010: The Social Network
- 2010: True Grit
- 2011: Extrem laut & unglaublich nah (Extremely Loud & Incredibly Close)
- 2011: Verblendung (The Girl with the Dragon Tattoo)
- 2012: Der Diktator (The Dictator)
- 2012: Moonrise Kingdom
- 2012: Frances Ha
- 2013: Inside Llewyn Davis
- 2013: Captain Phillips
- 2014: Grand Budapest Hotel (The Grand Budapest Hotel)
- 2014: Rosewater
- 2014: Top Five
- 2014: Gefühlt Mitte Zwanzig (While We’re Young)
- 2015: Aloha: Die Chance auf Glück (Aloha)
- 2015: Steve Jobs
- 2016: Zoolander 2
- 2016: Fences
- 2017: The Meyerowitz Stories (New and Selected)
- 2017: Lady Bird
- 2017: Five Came Back
- 2018: Isle of Dogs – Ataris Reise (Isle of Dogs)
- 2018: Mid90s
- 2018: Verschwörung (The Girl in the Spider’s Web)
- 2018: Eighth Grade
- 2019: Der schwarze Diamant (Uncut Gems)
- 2020: Devs (Miniserie)

## Theatrografie (Auswahl)
- 1994–1995: Passion (Plymouth Theatre, New York)
- 1995: Indiscretions (Ethel Barrymore Theatre, New York)
- 1995: Hamlet (Belasco Theatre, New York)
- 1996: Seven Guitars (Walter Kerr Theatre, New York)
- 1996–1998: A Funny Thing Happened on the Way to the Forum (St. James Theatre, New York)
- 1996: Skylight (Royale Theatre, New York)
- 1998: The Chairs (John Golden Theatre, New York)
- 1998: The Judas Kiss (Broadhurst Theatre, New York)
- 1998: Stupid Kids (Century Center For The Performing Arts, New York)
- 1998–1999: The Most Fabulous Story Ever Told (New York Theatre Workshop, später Minetta Lane Theatre, New York)
- 1999: The Blue Room (Cort Theatre, New York)
- 1999: Closer (Music Box Theatre, New York)
- 1999: Amy's View (Ethel Barrymore Theatre, New York)
- 2000: The Ride Down Mt. Morgan (Ambassador Theatre, New York)
- 2000–2001: Copenhagen (Royale Theatre, New York)
- 2000: The Wild Party (Virginia Theatre, New York)
- 2002: The Goat, or Who Is Sylvia? (John Golden Theatre, New York)
- 2002–2003: Medea (Brooks Atkinson Theatre, New York)
- 2003: Beckett/Albee (Century Center For The Performing Arts, New York)
- 2004: Caroline, or Change (Eugene O’Neill Theatre, New York)
- 2005: Who's Afraid of Virginia Woolf? (Longacre Theatre, New York)
- 2005: Manuscript (Daryl Roth Theatre, New York)
- 2005–2006: Doubt (Walter Kerr Theatre, New York)
- 2005: Mark Twain Tonight! (Brooks Atkinson Theatre, New York)
- 2006: Well (Longacre Theatre, New York)
- 2006: The History Boys (Broadhurst Theatre, New York)
- 2006: Faith Healer (Booth Theatre, New York)
- 2006: Shining City (Biltmore Theatre, New York)
- 2006: Red Light Winter (Barrow Street Theatre, New York)
- 2006–2007: The Vertical Hour (Music Box Theatre, New York)
- 2007: The Year of Magical Thinking (Booth Theatre, New York)
- 2007: Deuce (Music Box Theatre, New York)
- 2008–2009: Gypsy (St. James Theatre, New York)
- 2009–2010: God of Carnage (Bernard B. Jacobs Theatre, New York)
- 2009: Exit the King (Ethel Barrymore Theatre, New York)
- 2010: A Behanding in Spokane (Gerald Schoenfeld Theatre, New York)
- 2010: Fences (Cort Theatre, New York)
- seit 2011: The Book of Mormon (Eugene O’Neill Theatre, New York)
- 2011: The Motherfucker with the Hat (Gerald Schoenfeld Theatre, New York)
- 2011: Jerusalem (Music Box Theatre, New York)
- 2011: The House of Blue Leaves (Walter Kerr Theatre, New York)
- 2012: Death of a Salesman (Ethel Barrymore Theatre, New York)
- 2012: One Man, Two Guvnors (Music Box Theatre, New York)
- 2012:	Cock (The Duke on 42nd Street, New York)
- 2013: Cat on a Hot Tin Roof (Richard Rodgers Theatre, New York)
- 2013: The Testament of Mary (Walter Kerr Theatre, New York)
- 2013–2014: Betrayal (Ethel Barrymore Theatre, New York)
- 2014: A Raisin in the Sun (Ethel Barrymore Theatre, New York)
- 2014–2015: This Is Our Youth (Cort Theatre, New York)
- 2014–2015: Every Brilliant Thing (Barrow Street Theatre, New York)
- 2014–2016: The Curious Incident of the Dog in the Night-Time (Ethel Barrymore Theatre, New York)
- 2014–2015: The River (Circle in the Square Theatre, New York)
- 2014–2015: A Delicate Balance (John Golden Theatre, New York)
- 2015: Fish in the Dark (Cort Theatre, New York)
- 2015: The Audience (Gerald Schoenfeld Theatre, New York)
- 2015: Skylight (John Golden Theatre, New York)
- 2015–2016: King Charles III (Music Box Theatre, New York)
- 2015–2016: A View From the Bridge (Lyceum Theatre, New York)
- 2015–2016: The Flick (Barrow Street Theatre, New York)
- 2016–2017: The Humans (Helen Hayes Theatre, später Gerald Schoenfeld Theatre, New York)
- 2016: Blackbird (Belasco Theatre, New York)
- 2016: The Crucible (Walter Kerr Theatre, New York)
- 2016: Shuffle Along, Or The Making of the Musical Sensation of 1921 and All That Followed (Music Box Theatre, New York)
- 2016: Skeleton Crew (Linda Gross Theater, New York)
- 2016–2017: The Front Page (Broadhurst Theatre, New York)
- 2016–2018: The Wolves (The Duke on 42nd Street, später Mitzi E. Newhouse Theater, New York)
- 2017: The Glass Menagerie (Belasco Theatre, New York)
- 2017: Sweat (Studio 54, New York)
- 2017–2018: Hello, Dolly! (Shubert Theatre, New York)
- 2017: A Doll's House, Part 2 (John Golden Theatre, New York)
- 2017: 1984 (Hudson Theatre, New York)
- 2017–2018 (Meteor Shower, New York)
- 2018: Three Tall Women (John Golden Theatre, New York)
- 2018: Carousel (Imperial Theatre, New York)
- 2018: The Iceman Cometh (Bernard B. Jacobs Theatre, New York)
- 2018: The Boys in the Band (Booth Theatre, New York)
- 2018–2019: The Ferryman (Bernard B. Jacobs Theatre, New York)
- 2018–2019: The Waverly Gallery (John Golden Theatre, New York)
- seit 2018: To Kill a Mockingbird (Shubert Theatre, New York)
- 2019: King Lear (Cort Theatre, New York)
- 2019: Hillary and Clinton (John Golden Theatre, New York)
- 2019: Gary: A Sequel to Titus Andronicus (Booth Theatre, New York)
- 2019–2020: The Inheritance (Ethel Barrymore Theatre, New York)
- seit 2020: West Side Story (Broadway Theatre, New York)